# Alatest
Alatest är en sökmotor för produktkvalitet, lanserad 2005. Målsättningen är att förenkla för konsumenten att fatta bra köpbeslut genom att standardisera och sammanväga betyg från produkttester och produktrecensioner, som finns tillgängliga på Internet och i tidskrifter. Alatests huvudkontor ligger i Stockholm, Sverige, men företaget har också kontor i New York, London, Berlin och Wuhan.

## Bakgrund
Alatest lanserades 2005 av Arie Struik och Peter Björk som en webbtjänst för tester och produktomdömen, utvecklad och baserad i Sverige. För tillfället aggregeras och analyseras totalt 11,8 miljoner tester och omdömen från över 1.900 källor. Alatest förser också företag med Alascore - en beräkning som sammanställer olika kvalitetsskalor från pålitliga källor - och med produktrecensioner.
2009 vann Alatest både the Red Herring Europe 100 och Global 100 awards.

## Teknik
Alatest samlar in produktester som finns publicerade på internet och tar också emot direkta feeds från olika media- och tidningshus. Alla dessa tester och produktomdömen matchas sedan mot en databas genom ett system som använder sig av suddig logik. Alatest använder sig också av språkteknologi för att extrahera betyg från tester och omdömen.